# Tephrina evelis
Tephrina evelis là một loài bướm đêm trong họ Geometridae.